# سلمون أطلسي
السلمون الأطلسي أو سلمون معروف أو سلمون سلار (Salmo Salar) هو نوع من الأسماك شعاعيات الزعانف من أسرة السلمونيات. يوجد هذا النوع في شمال المحيط الأطلسي في الأنهار التي تصب في المحيط، ويوجد في شمال المحيط الهادئ بسبب إدخال الإنسان له إلى هناك. كان سمك السلمون الأطلسي منذ زمن طويل هدفا للصيد الترفيهي والتجاري، كما تعرض موطنه للتدمير، ما قلص أعداده إلى حد كبير؛ وبهذا فإن هذا النوع هو موضع جهود للمحافظة عليه في عديد البلدان.

## التسميات
أعطي سمك السلمون الأطلسي اسمه العلمي ذو القسمين Salmo salar من عالم الحيوان وعالم التصنيفات كارولوس لينيوس في عام 1758. اسم Salmo salar مستمد من اللاتينية salmo ويعني سمك السلمون، وكلمة salar تعنى القافز وفقا للباحث مايكل بارتون، ولكن يرجح أن المعنى هو «ساكن المياه المالحة». يترجم قاموس لويس أند شورت للغة اللاتينية (كلاريندون بريس، أوكسفورد، 1879) كلمة سالار كنوع من سمك السلمون المرقط من استخدام الكلمة في القصائد الرعوية للشاعر أوسونيوس (القرن 4 م).
هناك أسماء أخرى تشير إلى سمك السلمون الأطلسي هي: سلمون الخليج، السلمون الأسود، سلمون كالبن سكول، سلمون سيباكو، السلمون الفضي. يطلق على السلمون الأطلسي الذي لا يرتحل إلى البحر اسم السلمون الحبيس أو وانانيش.

## الوصف

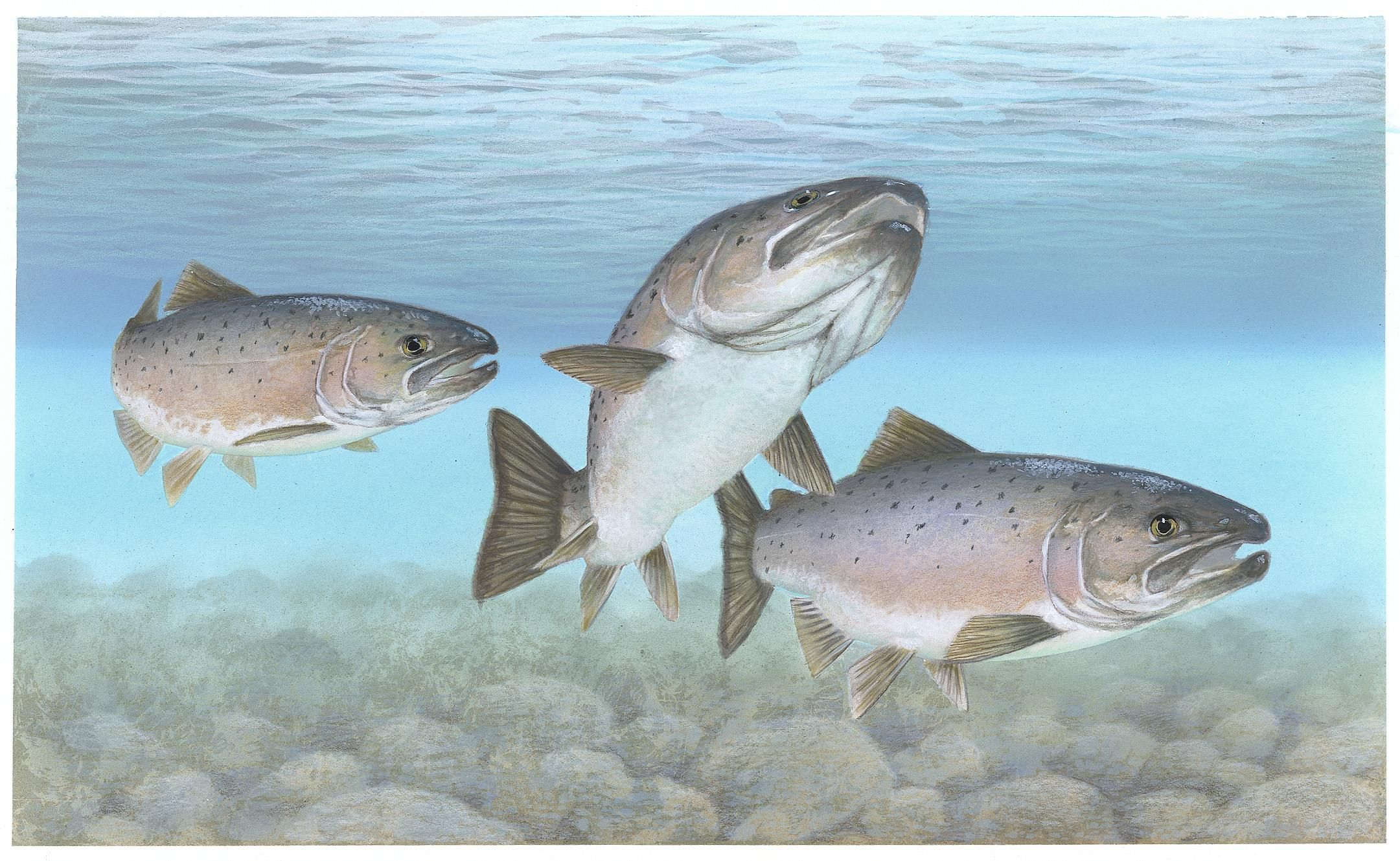
السلمون الأطلسي هو أحد أكبر أنواع السلمون في العالم

هذا النوع هو أطول وأثقل أجناس السلمون، ويبلغ حجم السمك في المتوسط بعد سنتين في البحر، 71 إلى 76 سنتيمتر (28 إلى 30 بوصة) طولا و3.6 إلى 5.4 كيلوغرام (7.9 إلى 11.9 رطل) وزنا. ولكن الأسماك التي تقضي أربعة شتاءات أو أكثر وهي تتغذى في البحر يكون حجمها أكبر من ذلك بكثير. تم صيد سلمون أطلسي في عام 1960 في اسكتلندا في مصب نهر هوب، وكان وزنه 49.44 كيلوغرام (109.0 رطل)، ليكون بهذا أثقل سلمون مسجل. سلمون آخر تم صيده في عام 1925 في النرويج بطول 160.65 سنتيمتر (63.25 بوصة)، وهو أطول سلمون أطلسي على الإطلاق.
ألوان أسماك السلمون الأطلسي وهي يافعة لا تشبه ألوانها في مرحلة البلوغ. تكون لديها بقع زرقاء وحمراء حين تعيش في المياه العذبة. وعند النضج تظهر لها ألوان فضية وزرقاء. أسهل طريقة للتعرف عليها وهي بالغة هي من البقع السوداء فوق الخط الجانبي، على أن الزعنفة الذيلية تكون عادة غير مرقطة. وعندما تتكاثر، تظهر للذكور ألوان خضراء وحمراء طفيفة. يملك السلمون جسما مغزليا وأسنان متطورة. جميع الزعانف يحدها اللون الأسود عدا الزعنفة الدهنية.

## معرض صور

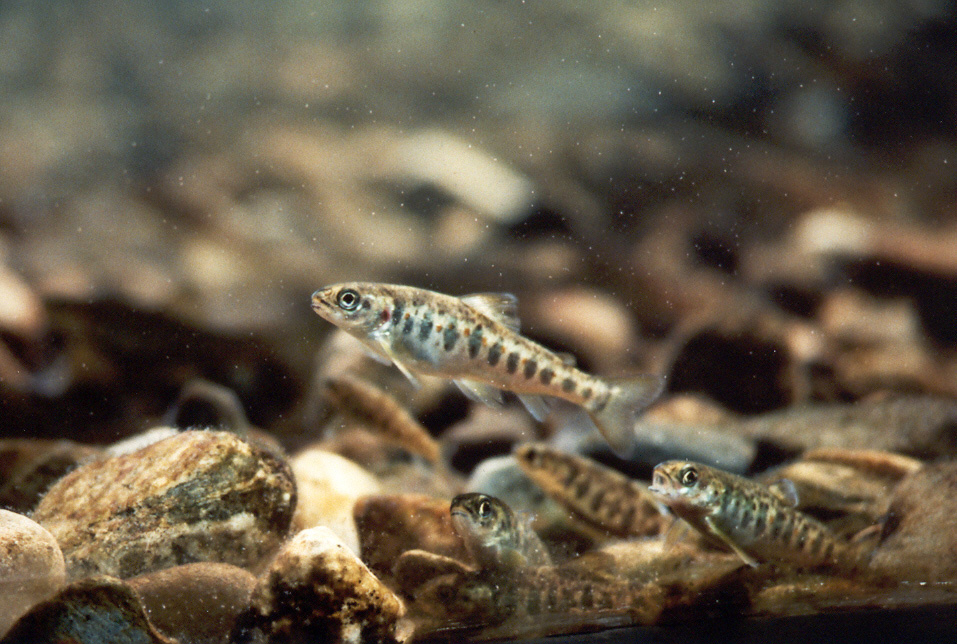
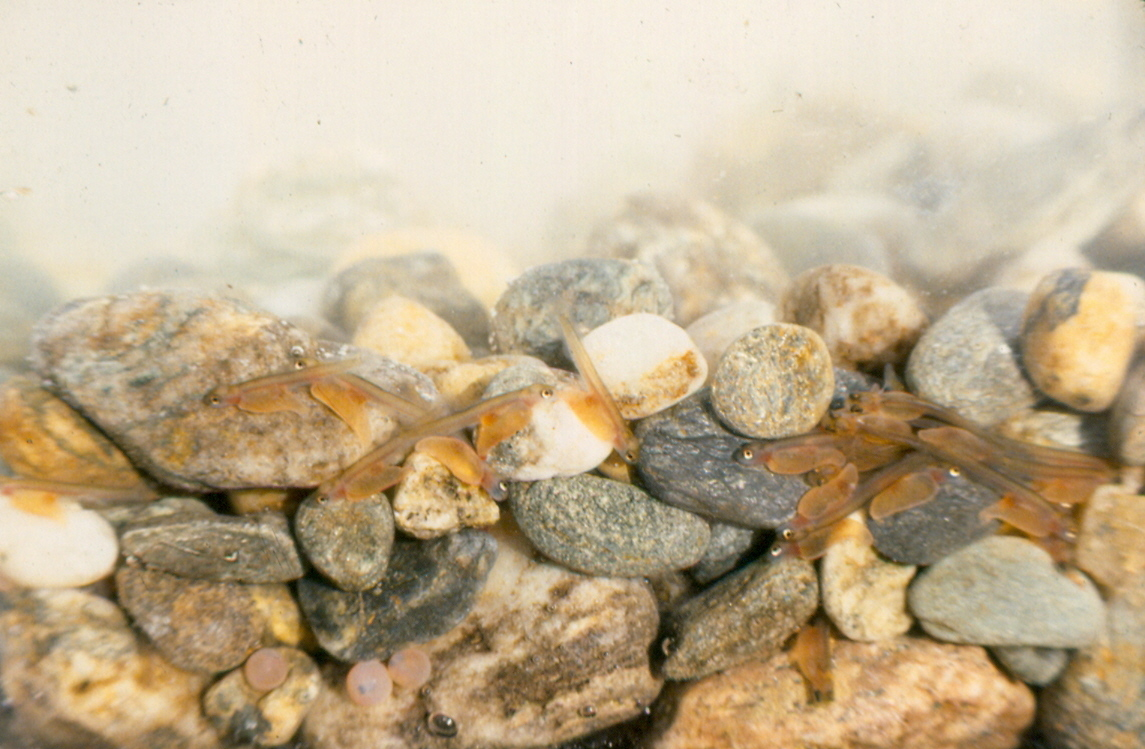
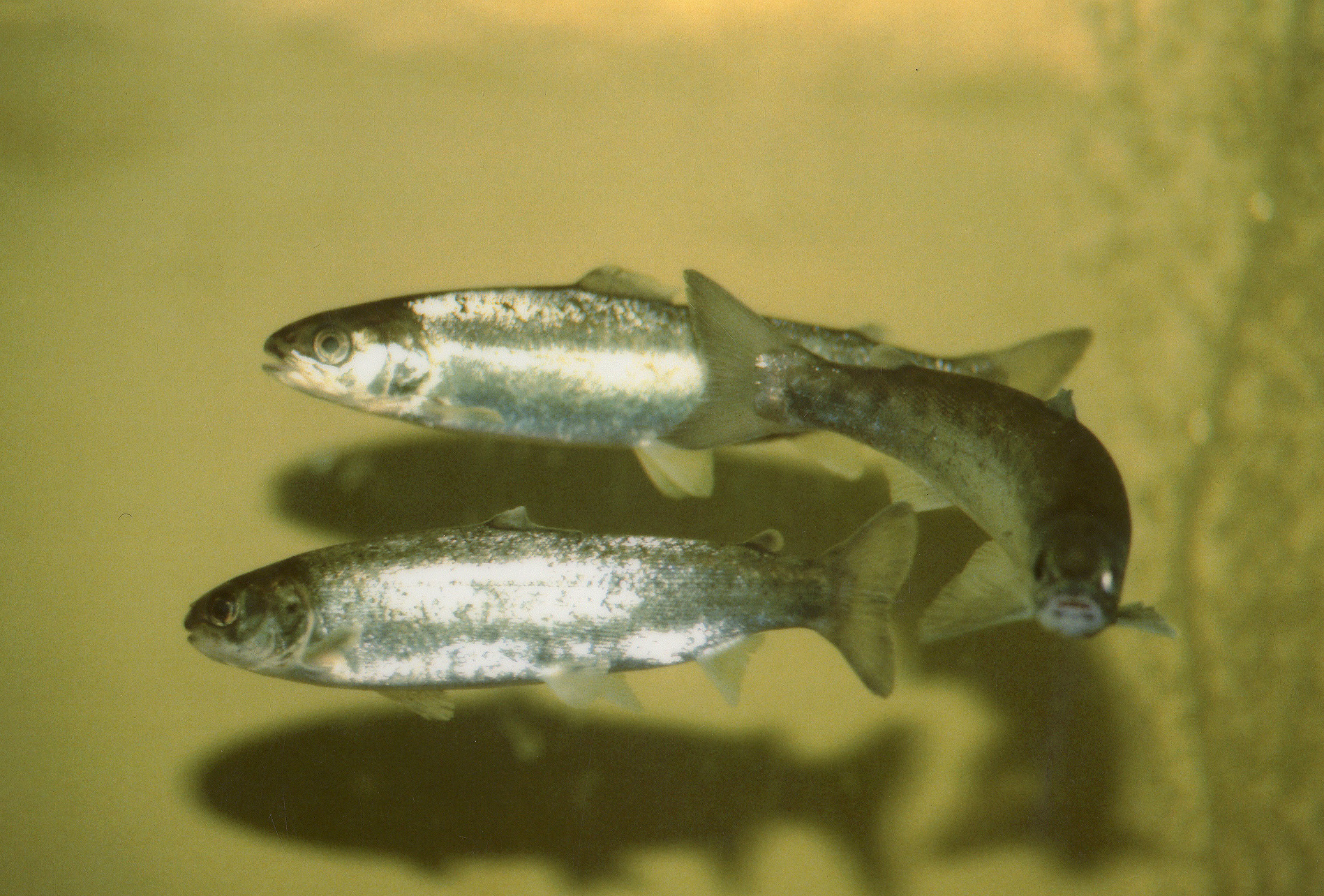
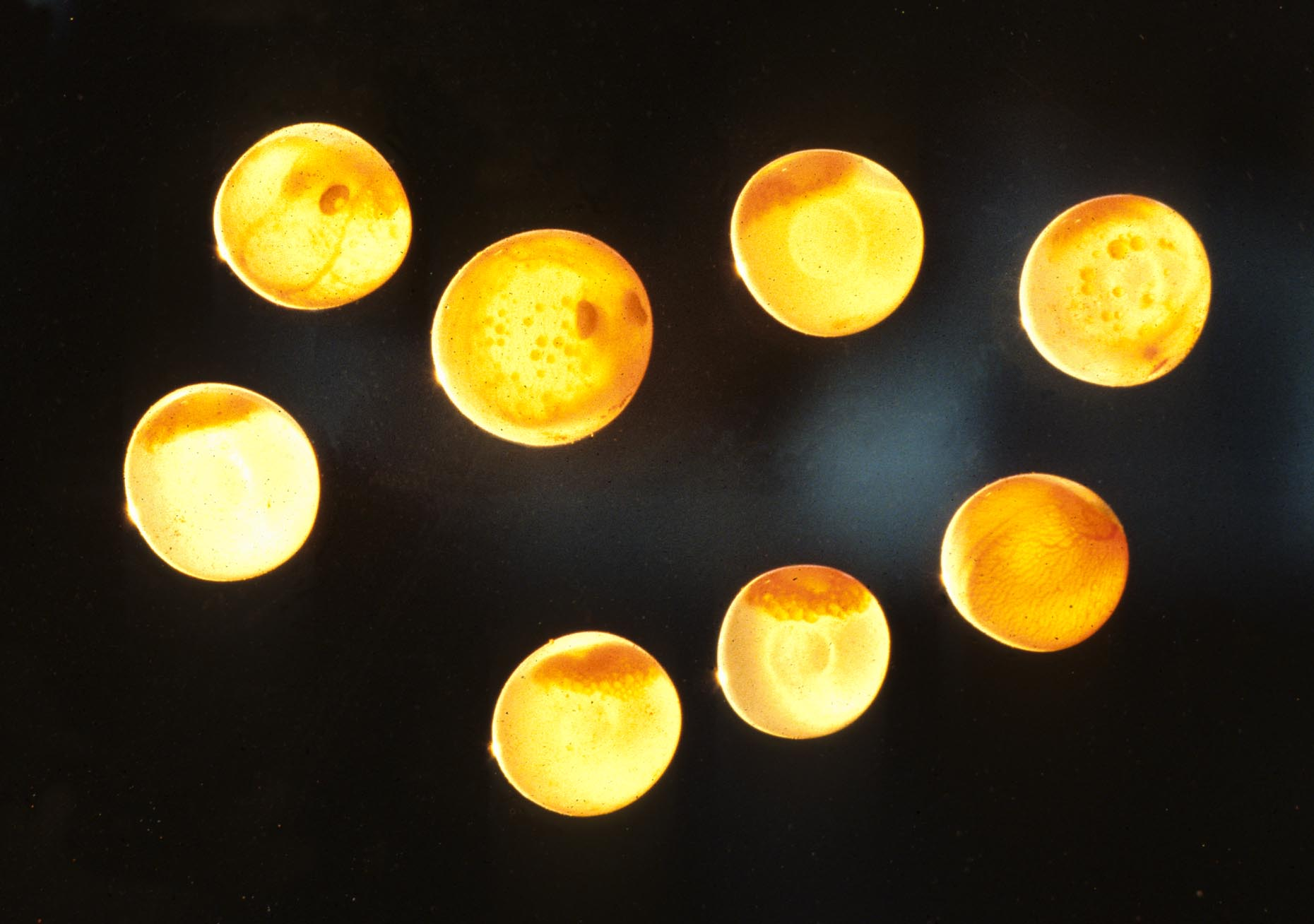
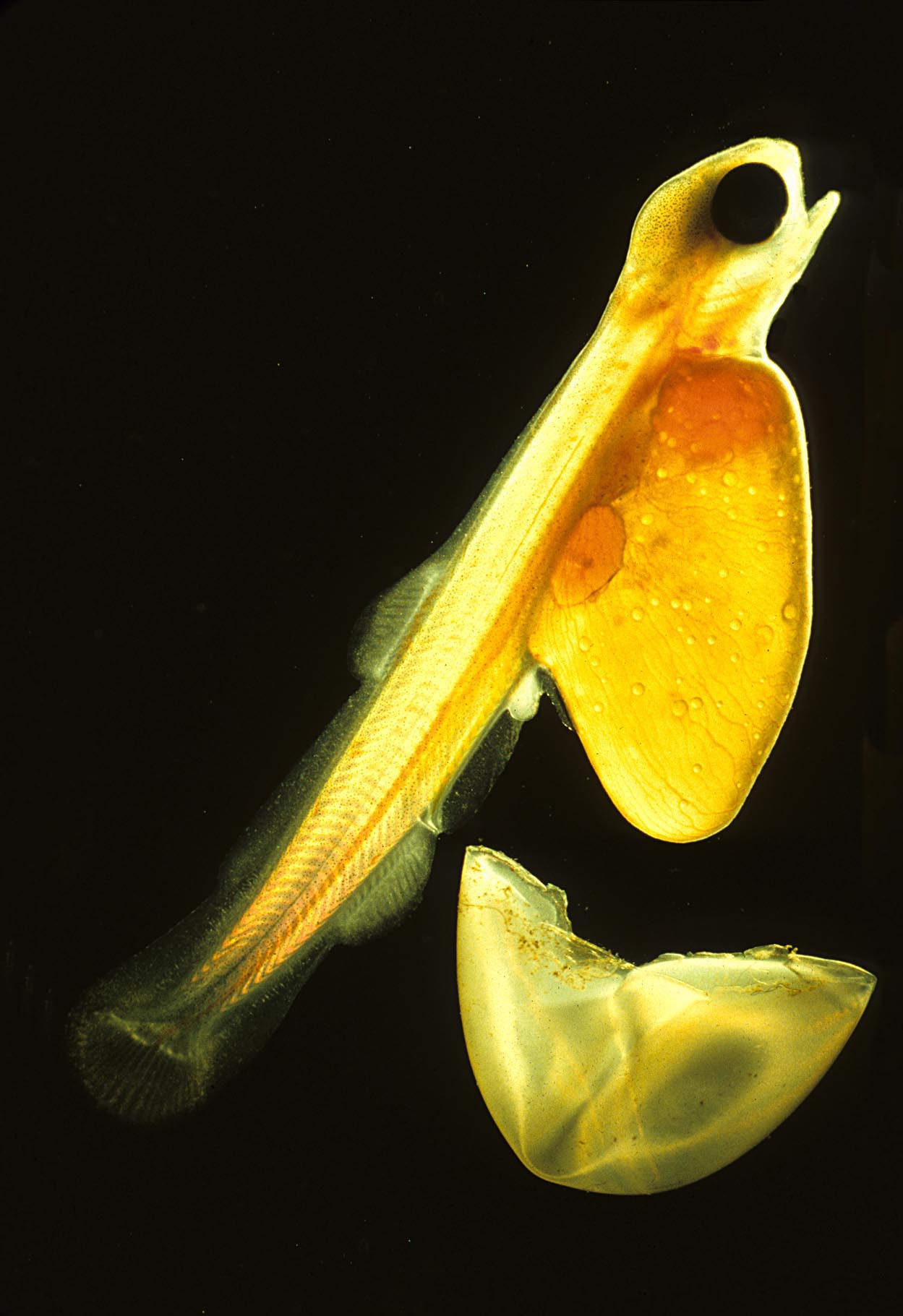